# The Brute Man
The Brute Man is een Amerikaanse film uit 1946, met in de hoofdrol Rondo Hatton. De film werd geregisseerd door Jean Yarbrough.

## Verhaal
De film draait om Hal Moffat, alias “The Creeper”; een verminkte man die wraak wil nemen op de mensen die hem hebben gemaakt tot wat hij nu is. Dan ontmoet hij Helen Paige, een blinde pianolerares op wie hij verliefd wordt. Hij besluit om zijn wraakactie even te staken en in plaats daarvan een serie overvallen te plegen zodat hij van het geld Helen een operatie kan laten ondergaan.

## Rolverdeling
| Acteur                 | Personage                       |
| ---------------------- | ------------------------------- |
| Rondo Hatton           | Hal Moffet, the 'Creeper'       |
| Tom Neal               | Clifford Scott                  |
| Jan Wiley              | Virginia Rogers Scott           |
| Jane Adams             | Helen Paige                     |
| Donald MacBride        | Capt. M. J. Donelly             |
| Peter Whitney          | Lt. Gates                       |
| Fred Coby              | Hal Moffet, before his injuries |
| Janelle Johnson Dolenz | Joan Bemis                      |

## Achtergrond
De film werd bespot in een aflevering van de cultserie Mystery Science Theater 3000.